# سياوشان (آشتيان)
سیاوشان (بالفارسية: سیاوشان) هي قرية تقع في إيران في مركزي. يقدر عدد سكانها بـ 686 نسمة بحسب إحصاء 2016.